# Лажни радови
Лажни радови су израда и примјена лажних објеката у склопу уређења положаја или лажни саобраћај на средствима комуникација. Врши се ради обмане непријатеља о стварном положају јединица. Даља намјена је обмана о положају објеката, и генералног распореда снага и смјера дејства. Спада у мјере маскирања.